# ساقه‌مگس‌واران
ساقه‌مگس‌واران (نام علمی: Opomyzoidea) نام یک بالاخانواده از subsection بی‌غلافکان است.